# Калинський Тимофій Васильович
Тимофій Калинський (бл. 1-ї пол. 1740-х рр.— після 1808) — український політичний і громадський діяч XVIII століття, історик, полеміст, художник. Походив з козацької старшини, член таємного Новгород-Сіверського патріотичного гуртка. Дворянин 9-го рангу, титулярний радник.

## Короткі відомості
Калинський був одним з провідників козацького націоналізму, поборником автономії Гетьманщини, одним з керівників руху за визнання українських козацьких рангів рівносильними аналогами російських імперських рангів.
Калинський був автором необулікованого трактату, «Мнение о малороссийских чинах и о их преимуществе, а равно и о разборе их доказательств о дворянстве по службе и чинам их для внесення в Родословную дворянскую книгу и в какую именно оной часть». Він запевняв, що ще з 16 століття козацька старшина мала статус шляхти і більші права, ніж російське дворянство. Оскільки не лише старшина, але цілий козацький стан розглядався ним як «лицарський орден з шляхетським статусом», він відповідав російському дворянству. Калинський прирівнював козацьких сотників до московських воєвод, а генеральну старшину до думних бояр. Гетьман був фактичним сувереном, а його ранг рівнявся генерал-фельдмаршалу.
На комісії полтавської козацької шляхти 1808 року Калинський виступив з новою полемічною працею «Примечания о малороссийском дворянстве». Це було фундаментальне обґрунтування прав української знаті, в якому ньому перелічувалися всі права і привілеї, даровані монархами від часів Сигізмунда Августа до Катерини II, цитувалися всі відповідні статті Литовського статуту, а також договори різних гетьманів. На відміну від попереднього трактату, Калинський більш не пропонував, щоб кожний козацький ранг прирівнювався до особливого російського; натомість, всі українські ранги слід було просто ввести у дворянство, генеральну старшину і полковників внести в шосту частину Родословної книги, полкову старшину — в третю, а сотників — у другу.
Окрім громадсько-політичної діяльності Калинський займався малюванням. Протягом 1778—1782 років він виконав близько 30 малюнків із зображенням представників різних станів козацької Гетьманщини. З 1782 року Калинський жив у селі Андріївці на Чернігівщині, де познайомився з місцевим генерал-майором у відставці, істориком і топографом Олександром Рігельманом. Останній написав у 1785—1786 роках «Літописне повіствування про Малу Росію, її народ і козаків узагалі», яке прикрасили роботи Калинського. Праця вийшла у світ у 1847 році, у Москві.

## Галерея
Малюнки з «Літописної оповіді про Малу Росію…» О. Рігельмана.

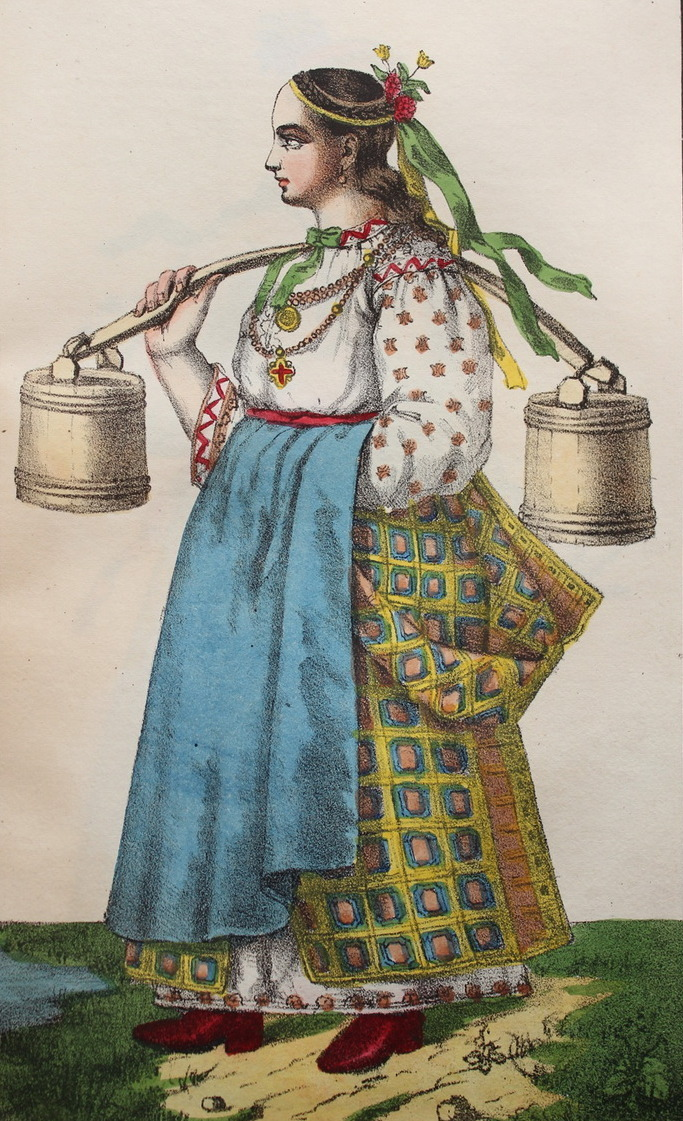
Дівчина-селянка.
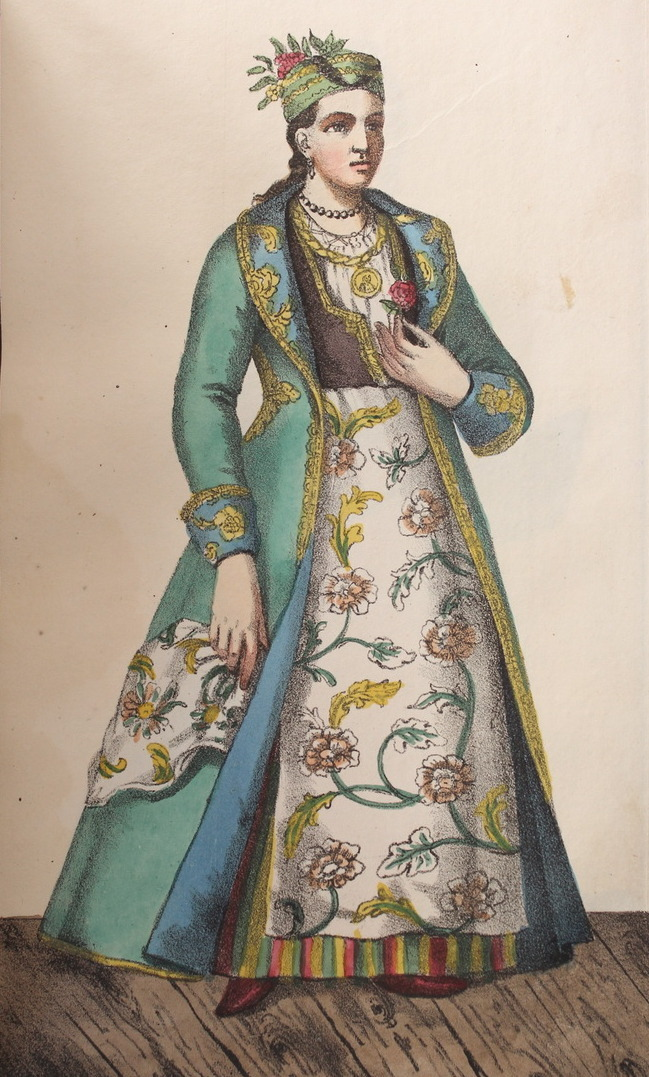
Дівчина-шляхтянка.
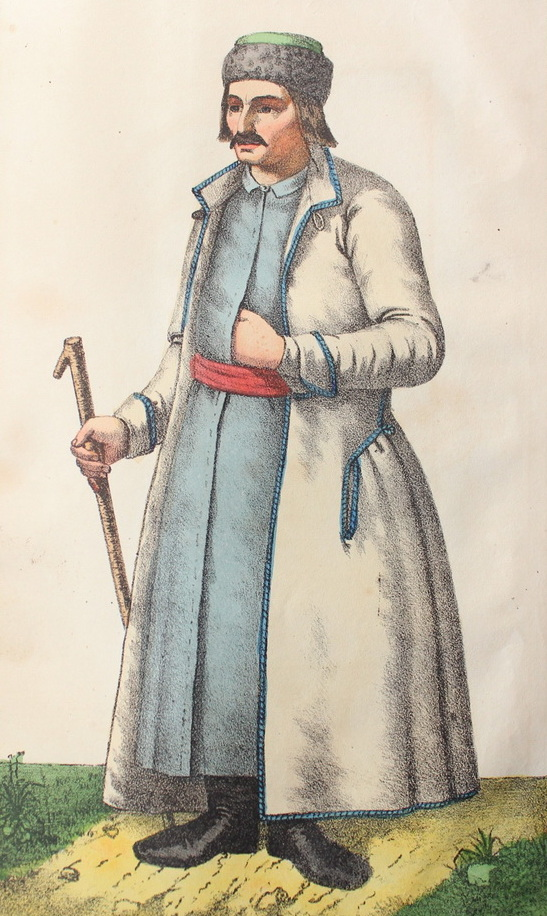
Козак-підпомічник.
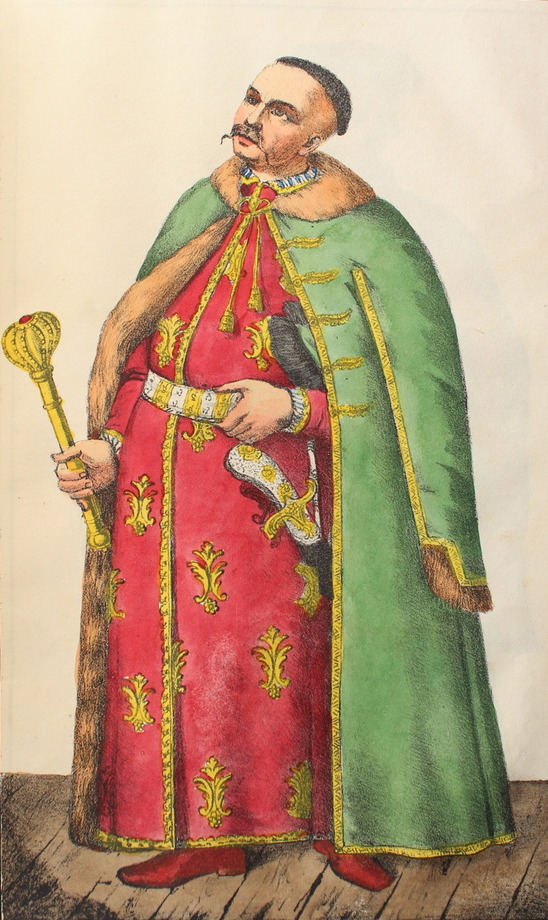
Полковник козацький.
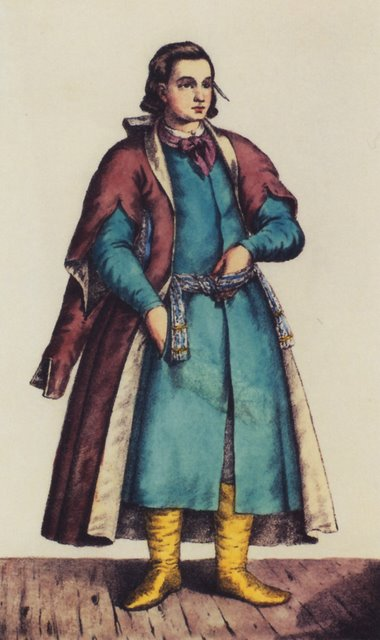
Писар
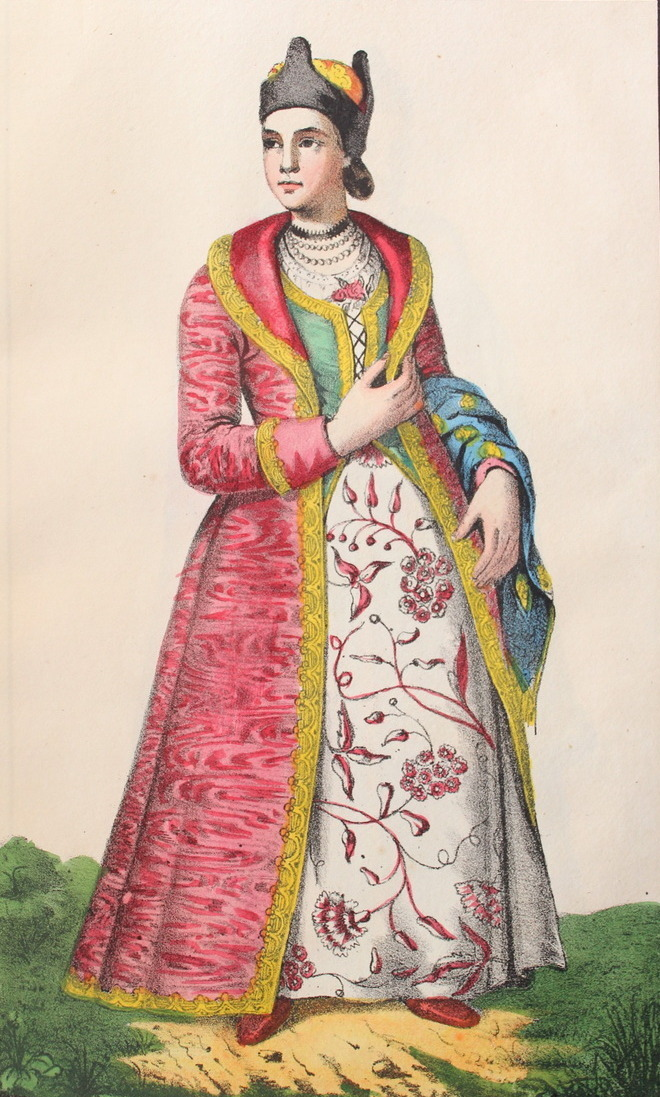
Шляхетна панна.
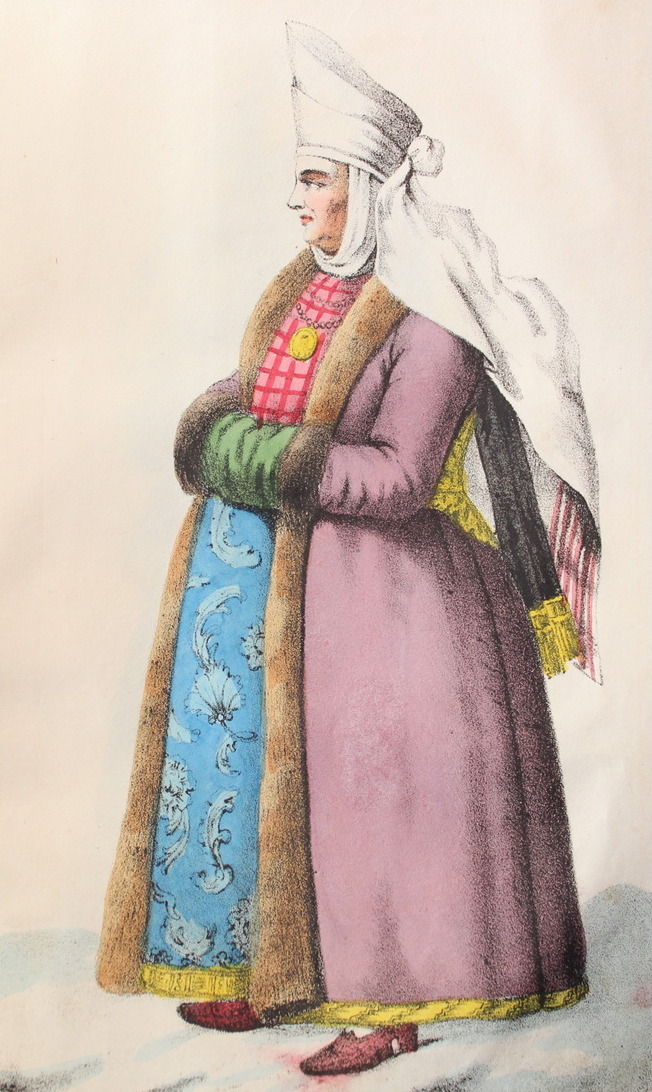
Шляхетна пані.
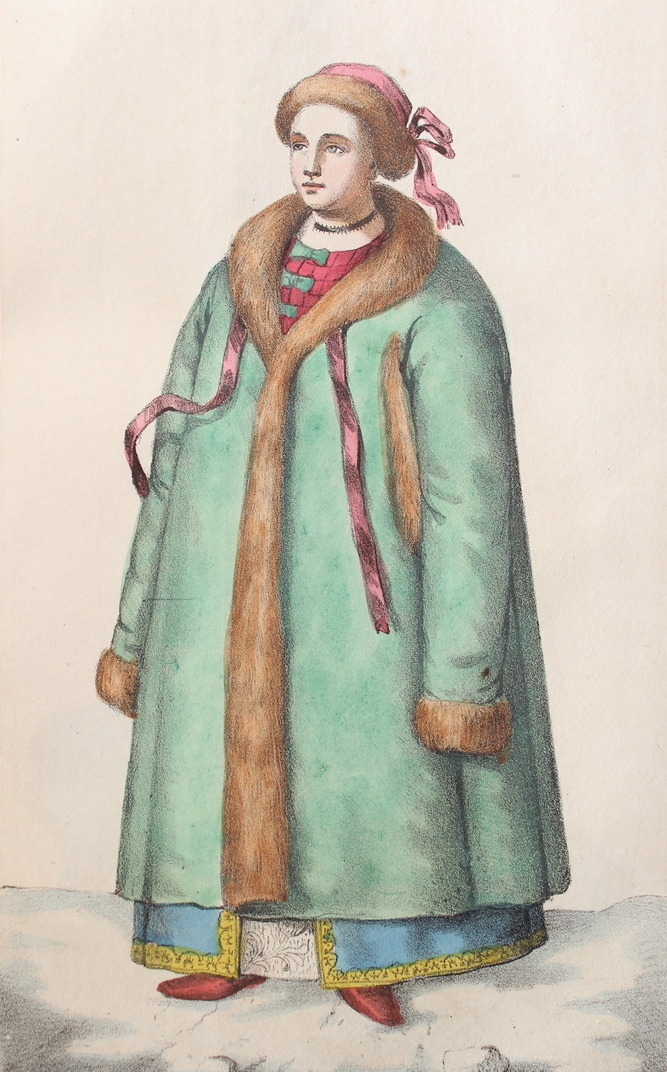
Шляхетна панночка.
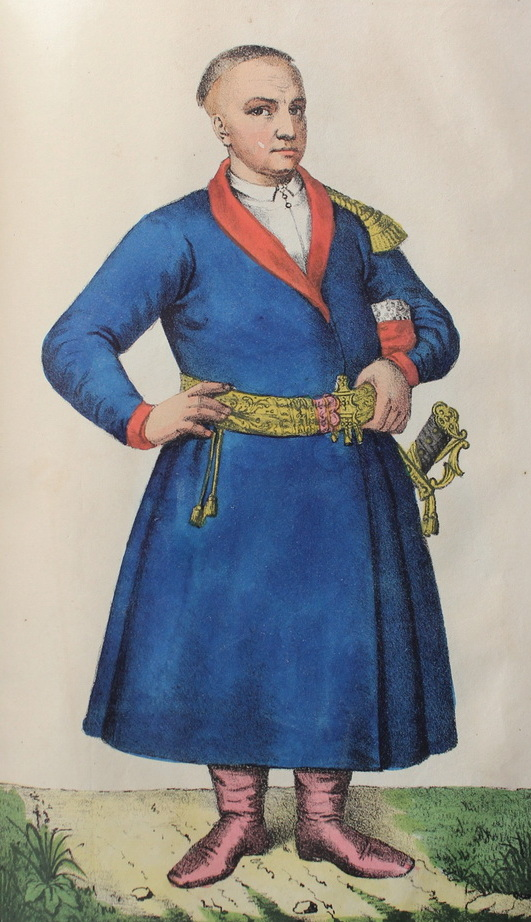
Сотник козацький.
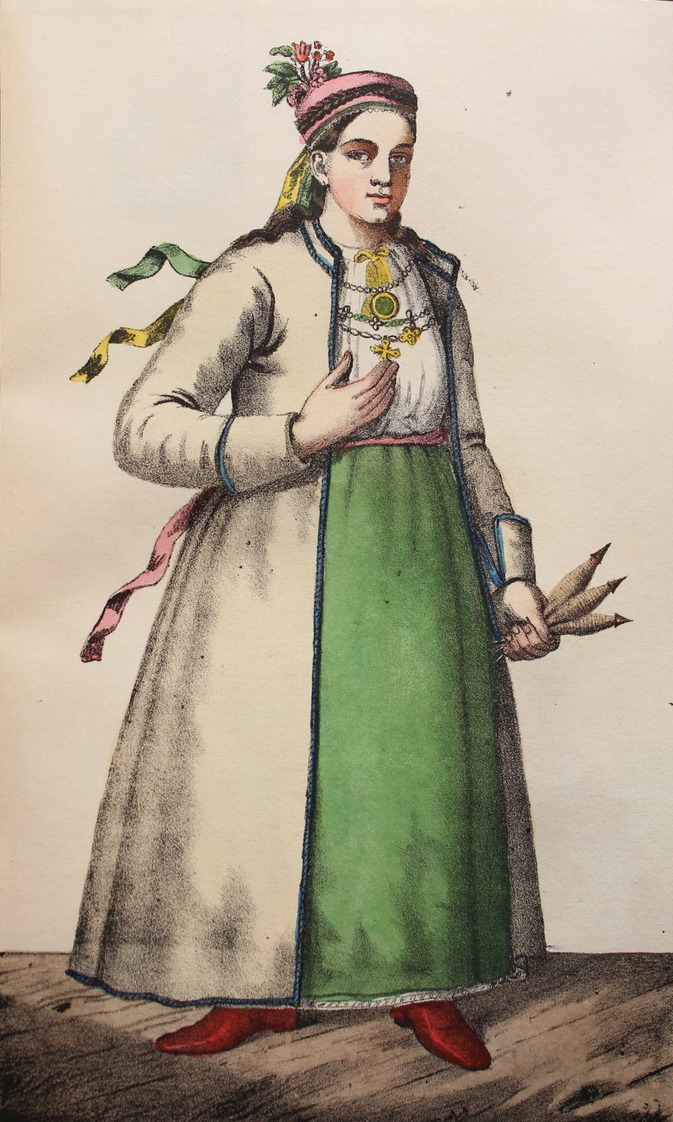
Дівчина-селянка.
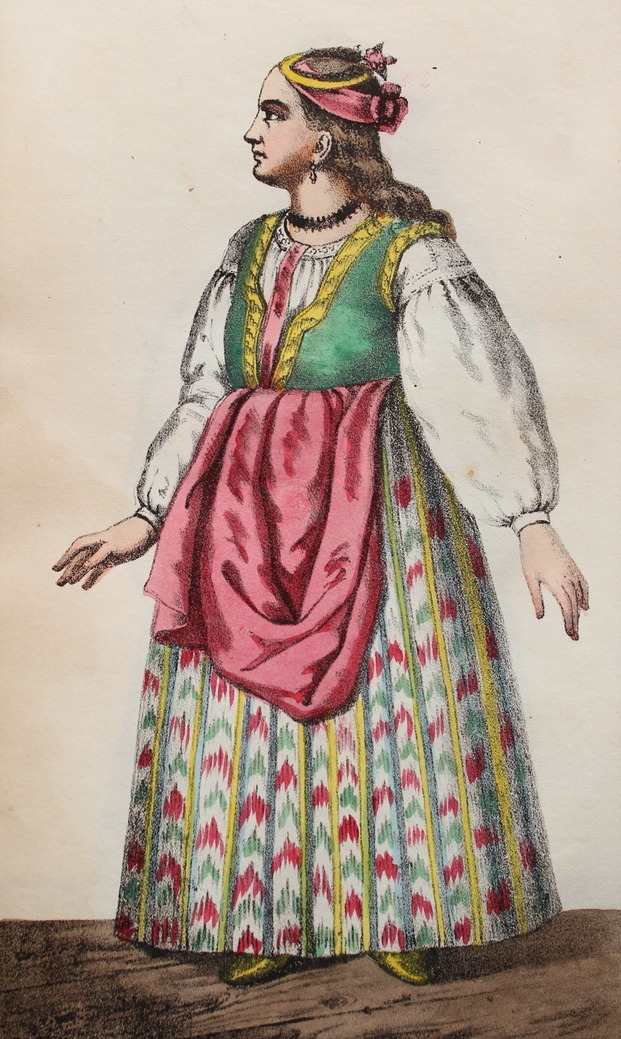
Дівчина-міщанка.
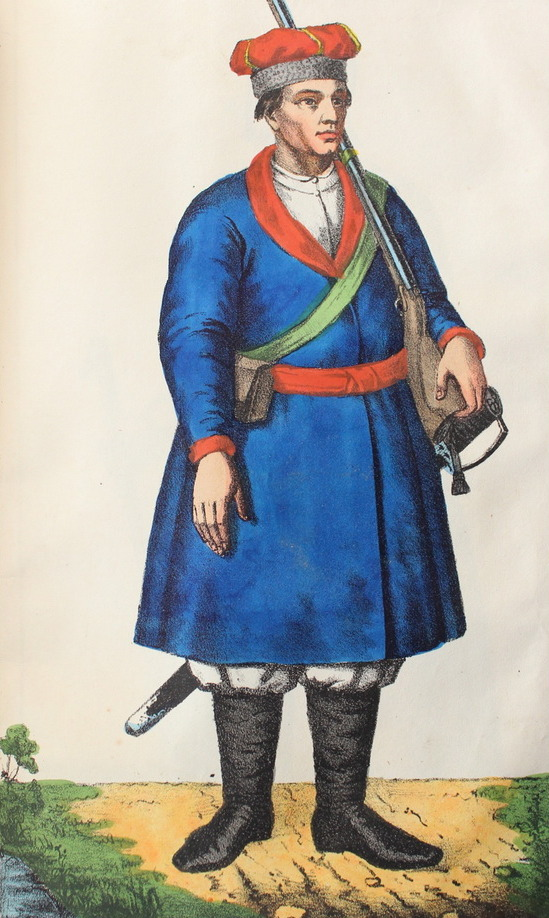
Реєстровий козак.
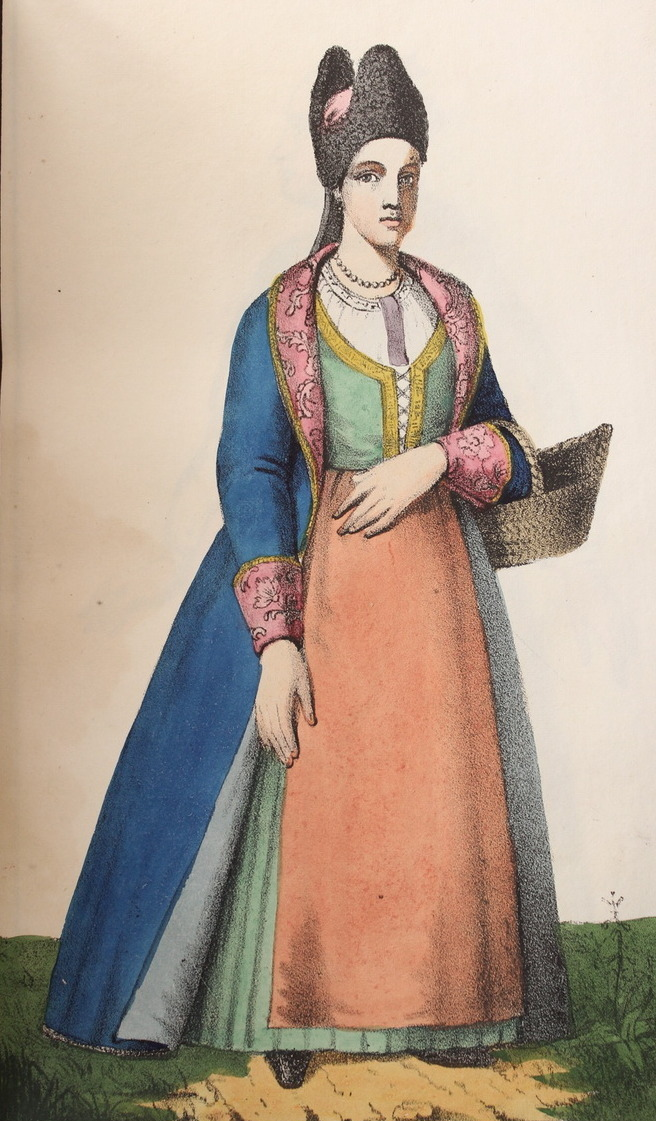
Міщанка.
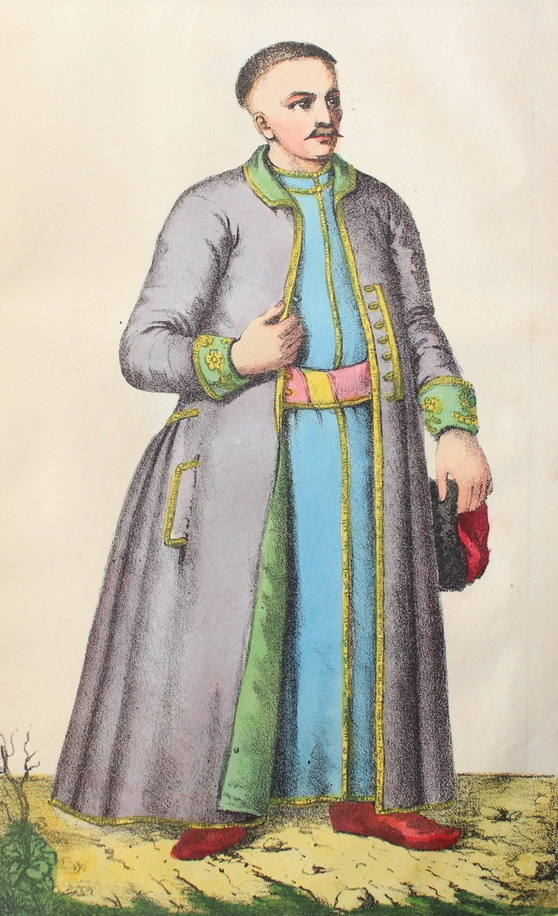
Міщанин.
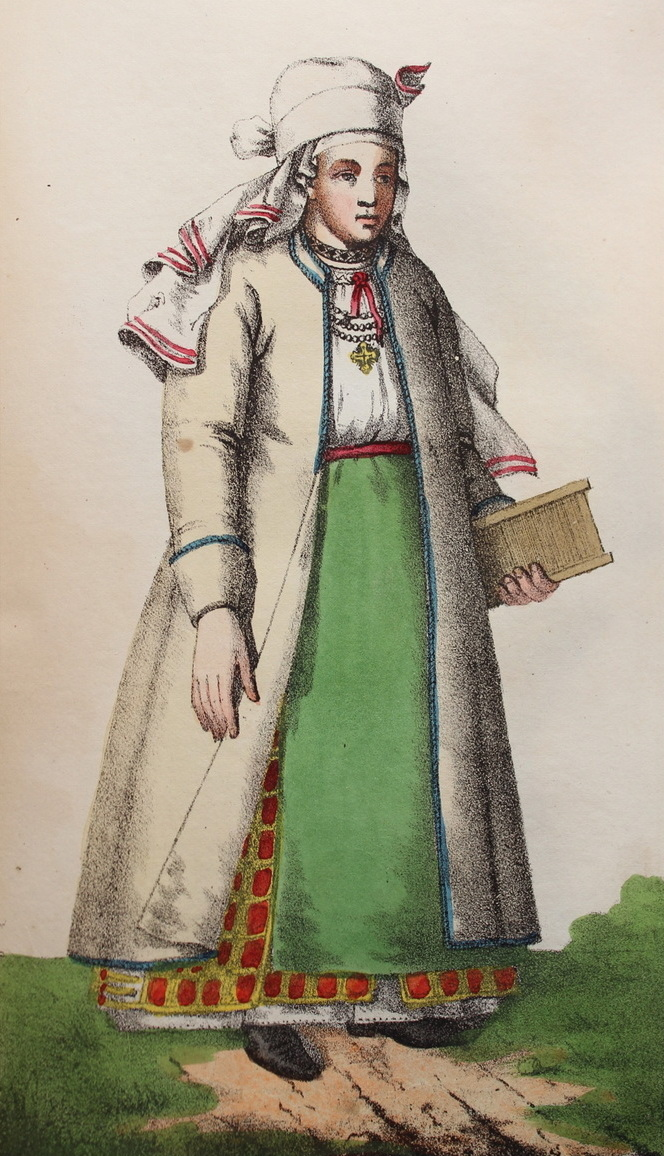
Селянка.
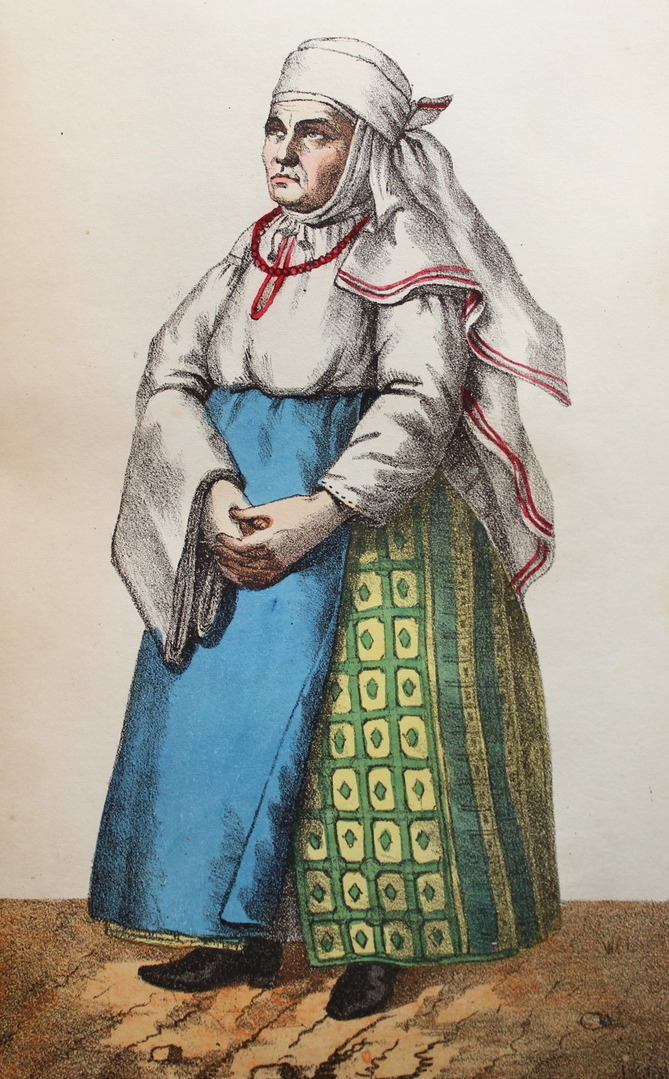
Селянка.
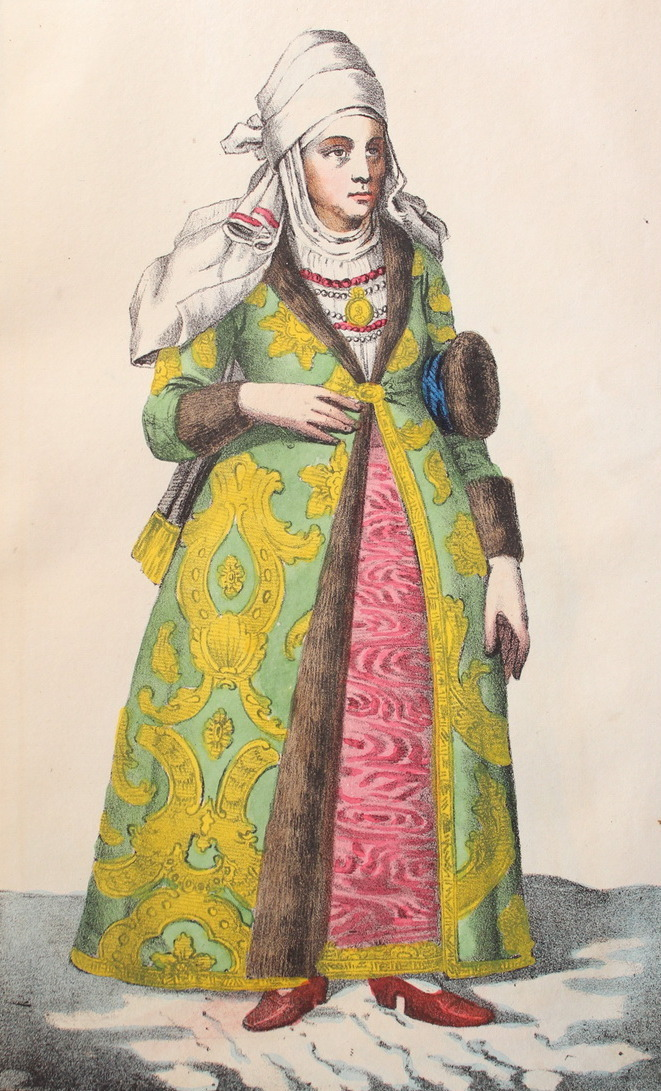
Знатна пані.
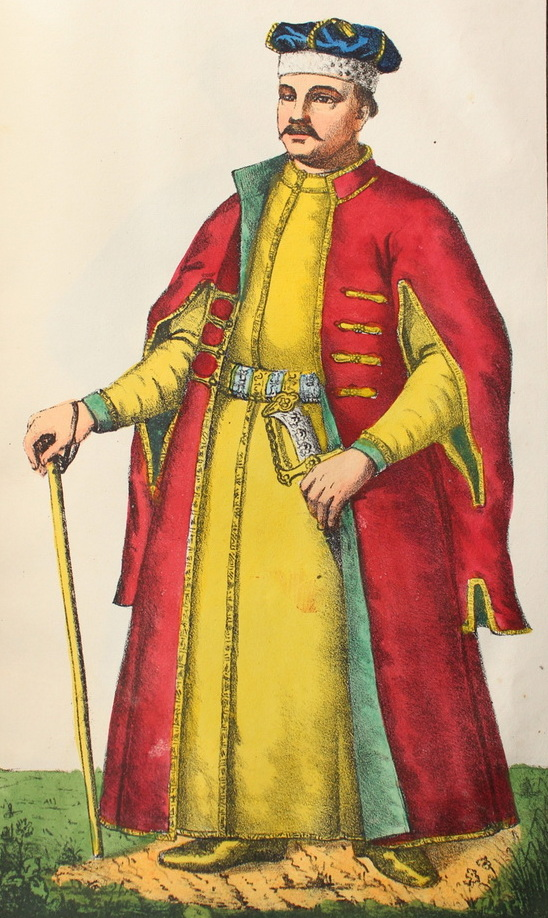
Значковий козак
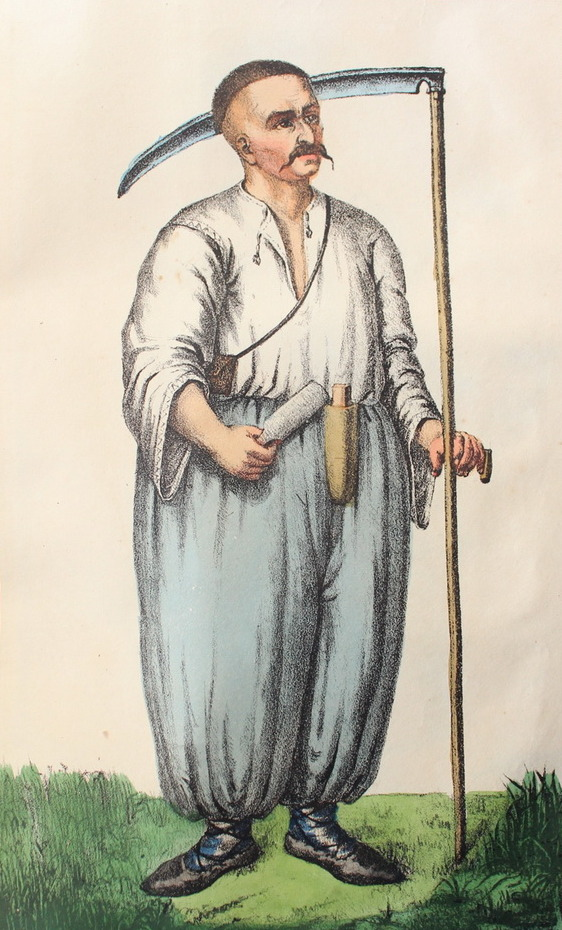
Селянин
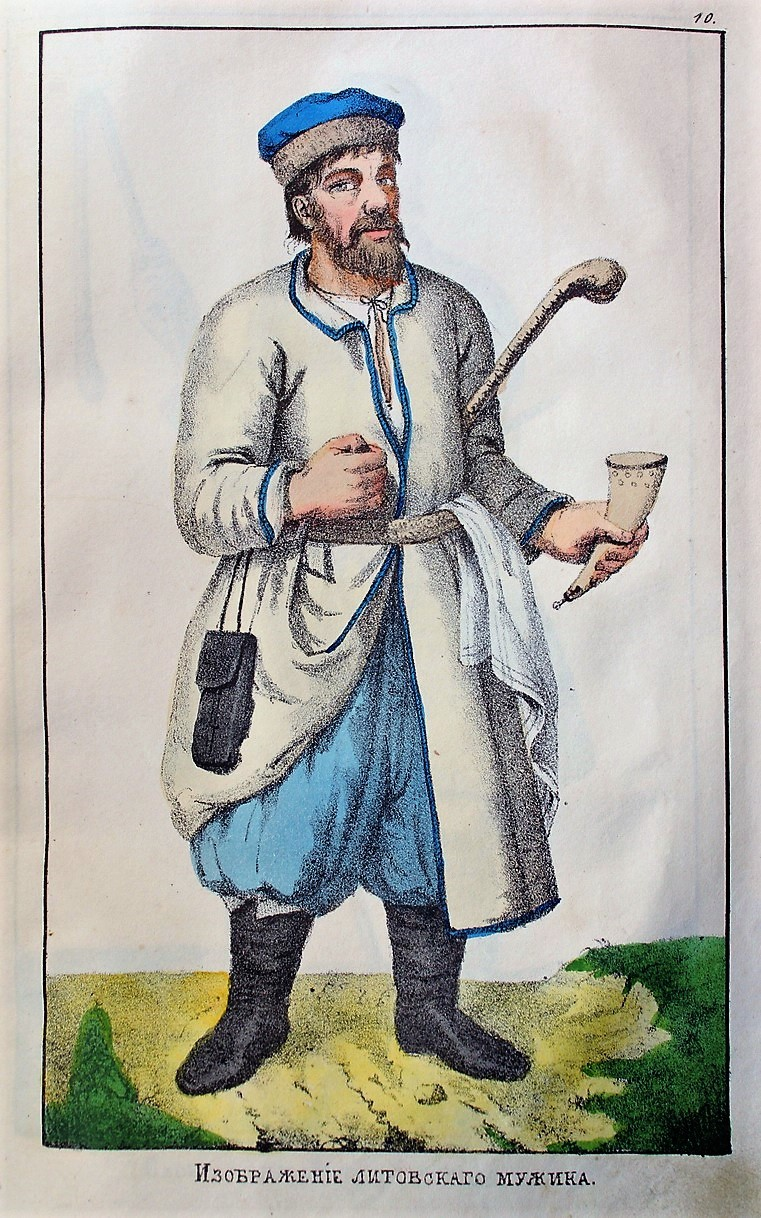
Литвин
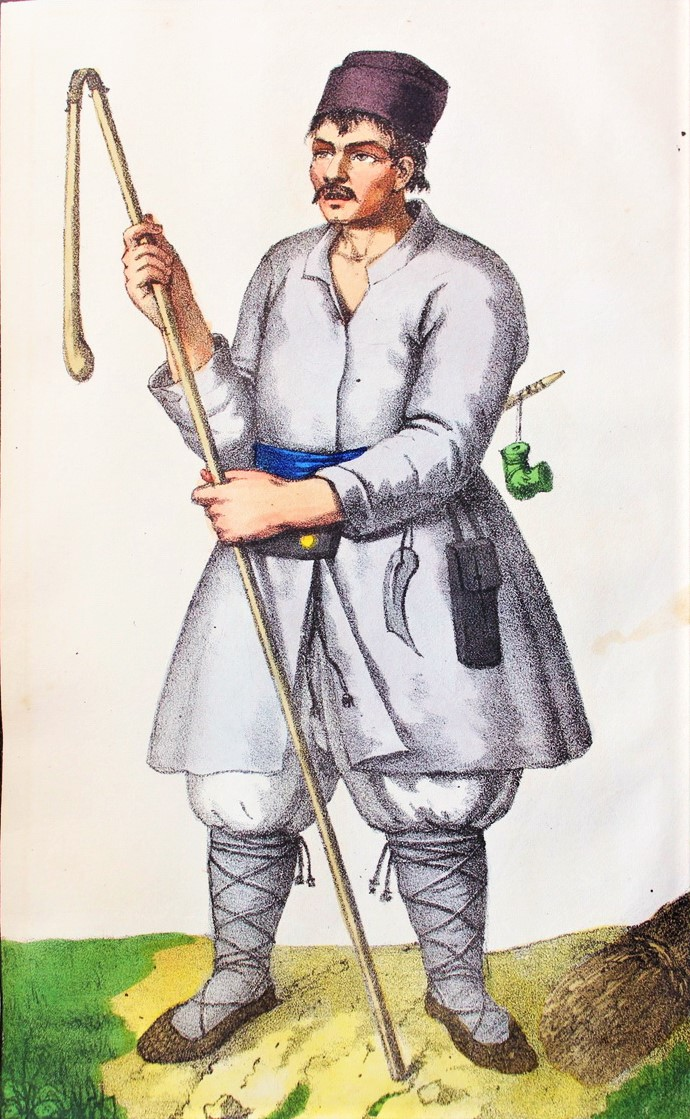
Литвин
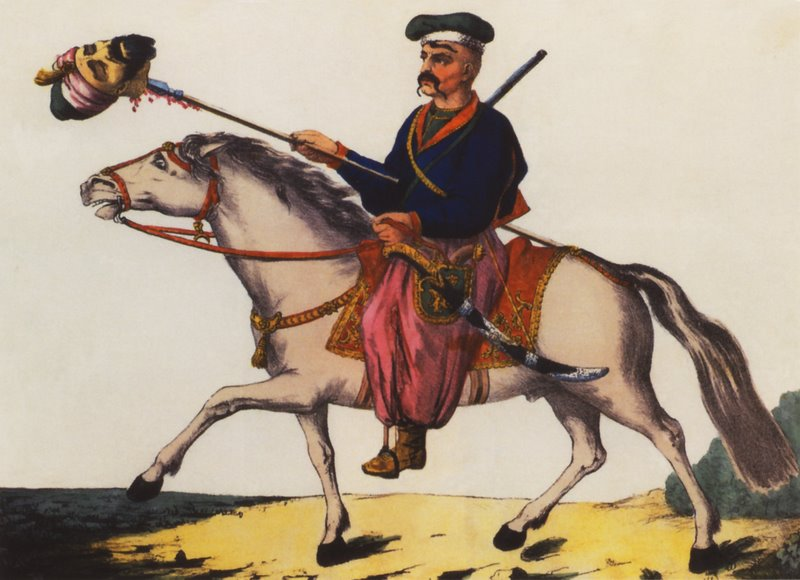
Козак-переможець
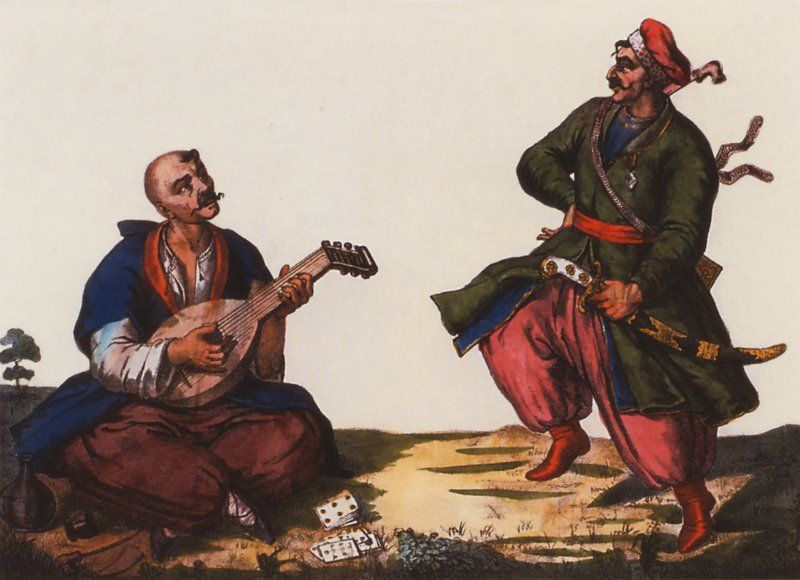
Козаки розважаються

## Праці
- «Мнение о малороссийских чинах и о их преимуществе, а равно и о разборе их доказательств о дворянстве по службе и чинам их для внесення в Родословную дворянскую книгу и в какую именно оной часть» (1805 ?)
- «Примечания о малороссийском дворянстве» (1808)
- Бантиш-Каменский Д. Н. «История Малой России» (1830, ілюстратор)
- Рігельман О. І. «Літописна оповідь про Малу Росію та її народ і козаків узагалі» (1786, ілюстратор)

### Дисертації
- Дячук Л. Історико-правові записки українського дворянства (кінця XVIII — поч. XIX ст.) як пам'ятки історичної думки. (Автореф. дис… канд. іст. наук: 07.00.06)